# Кампа, Густаво
Густаво Эрнесто Кампа (исп. Gustavo Ernesto Campa, в некоторых источниках Густаво Эмилио Кампа, исп. Gustavo Emilio Campa; 8 сентября 1863, Мехико — 29 октября 1934, Мехико) — мексиканский композитор и музыкальный педагог.
Начал учиться музыке в 1873 году, занимаясь фортепиано под руководством Хулио Итуарте и гармонией у Фелипе Лариоса. В 1880—1883 гг. изучал композицию в Национальной консерватории у Мелесио Моралеса, окончив курс с золотой медалью. После этого, однако, по настоянию отца, профессора медицины, получил также медицинское образование. В 1886 году совместно с Хуаном Асеведо, Рикардо Кастро и несколькими другими молодыми музыкантами выступил соучредителем Музыкального института Кампы и Асеведо, призванного установить в Мексике современные стандарты музыкального образования.
В 1900—1925 гг. профессор композиции в Национальной консерватории. С 1902 г. также генеральный инспектор музыкального образования в Мексике, в 1907 г. после смерти Кастро некоторое время исполнял обязанности директора консерватории, а затем, после годичного перерыва, в 1909—1913 гг. занимал должность директора. В 1908—1914 гг. публиковался как музыкальный критик.
Автор оперы «Король-поэт» (исп. El rey poeta; 1901, на сюжет о Несауалькойотле), фортепианной и оркестровой музыки преимущественно танцевального характера.